# Egelgöl (Hjorteds socken, Småland)
Egelgöl är en sjö i Västerviks kommun i Småland och ingår i Marströmmens huvudavrinningsområde.